# موريس كارلتون
موريس كارلتون (بالفرنسية: Maurice Carlton)‏ هو منافس ألعاب قوى فرنسي، ولد في 20 نوفمبر 1913 في سان-كلود في فرنسا، وتوفي في 1990 في باريس في فرنسا.

## وصلات خارجية
- موريس كارلتون على موقع أوليمبيديا (الإنجليزية)